# خورخه سباستین نونز
خورخه سباستین نونز (انگلیسی: Jorge Sebastián Núñez؛ زادهٔ ۱۰ دسامبر ۱۹۸۶) بازیکن فوتبال اهل آرژانتین است.
از باشگاه‌هایی که در آن بازی کرده‌است می‌توان به باشگاه فوتبال هوکایدو کونسادول ساپورو و باشگاه فوتبال ناگویا گرامپوس اشاره کرد.